# Henri Lansbury
Henri George Lansbury (nascut el 12 d'octubre de 1990) és un exfutbolista anglès que jugava de migcampista.